# Theodor Kuchel

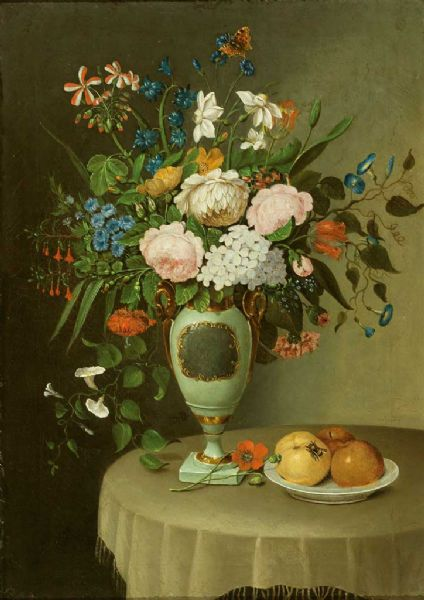
Blumenstillleben, 1844

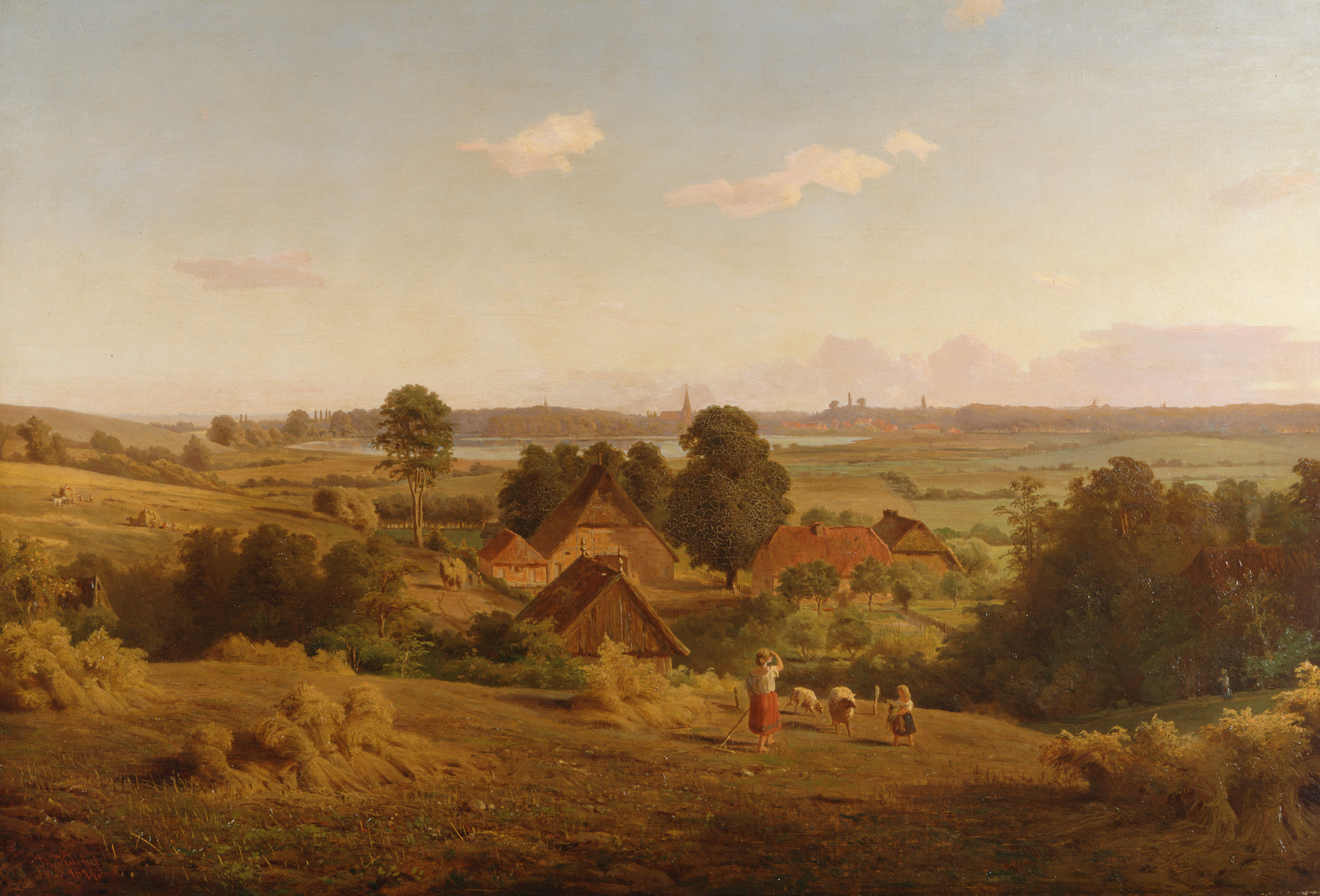
Landschaft bei Eutin, 1874

Theodor Kuchel (* 2. Juni 1819 in Altona; † 26. September 1885 ebenda) war ein deutscher Landschafts- und Porträtmaler, Vater von Max Kuchel und Onkel von Friedrich Kallmorgen.

## Leben
Nach einer Malerlehre, die er 1835 begann, lernte er in Braunschweig Porträts zeichnen. Danach ließ er sich als Porträtmaler und Zeichenlehrer in Altona nieder.
Kuchel unternahm Studienreisen nach Tirol und in die Schweiz. Neben Porträts malte und zeichnete er Landschaften, meist in der Holsteinischen Schweiz. Johann Baptist Obernetter gab 1871/1872 in Altona eine Reihe von Grafiken mit Theodor Kuchels Ansichten von Schleswig-Holstein heraus.
Er war als Zeichenlehrer aktiv, zu seinen Schülerinnen gehörten die Prinzessinnen von Schleswig-Holstein, die Kaiserin Auguste Viktoria von Schleswig-Holstein-Sonderburg-Augustenburg und ihre Schwestern.
Er war auch der erste Zeichenlehrer seines Sohnes Max und seines Neffen Friedrich Kallmorgen.
Nach ihm und seinem Sohn Max wurde 1951 der Kuchelweg in Hamburg-Othmarschen benannt.

## Ausstellungen (Auswahl)
- 1912: Ausstellung von Kunstwerken aus Altonaischem Privatbesitz und des Altonaer Künstlervereins, Donner-Schloss im Donners Park, Altona.
- 1993: Einzelausstellung, Hamburger Landesbank